# 藤田実彦
藤田 実彦（ふじた さねひこ、1900年〈明治33年〉12月25日 - 1946年〈昭和21年〉3月15日）は、日本の陸軍軍人。最終階級は陸軍大佐。陸士33期、陸大42期。
別名、田友・田通。髭の参謀とも呼ばれた。通化事件の首謀者として中共軍に拘束され、肺炎で急死した。

## 来歴・人物
鹿児島県の士族出身。薩摩郡隈之城村大字東手（現在の薩摩川内市宮崎町）出身。陸士卒業後、歩兵第23連隊附。陸大卒業後は独立軽装甲車第2中隊長として華北戦線、南京攻略戦に参加。内地に帰還し内閣情報局第1部第3課長、戦車第1連隊長を歴任。1945年、再び大陸へ向かい第125師団参謀長となった。
ポツダム宣言が受諾された翌日、関東軍にも武装解除命令が通達されたが、納得の行かない藤田は関東軍作戦班長の草地貞吾大佐に電話をかけ、「草地君、ワシの師団は関東軍命令はきかないからなあ」と命令拒否と師団の徹底抗戦を宣言した。止めようとする草地に「オレは停戦のために軍人になったのではない」と叫んだが、これに草地も激高し「なんだと・・・軍命令を聞かないとは、スグにも逮捕令を出しますぞ。聞かねば聞かないと、もう一度明言しなさい。あなたがいなくても、 第125師団には今利中将という立派な師団長がおられる」と返した。この言葉にようやく藤田は静まり、「命令だけは師団全部に通達する」と思いとどまった。
その後、藤田は武装解除を待たず師団を離れ、家族を連れて通化を脱出。石人に落ち着いた。ソ連軍と入れ替わりに通化に入った中国共産党は、通化省指導者の粛清を始めた。藤田は、もし自分の居所が露見した場合、匿ってくれた人々にも害が及ぶのではないかと考え、自ら竜泉ホテルの八路司令部に出頭した。八路側も藤田の率直な態度に好意を持ち、藤田はすぐに石人に帰ってきた。
しかし、国民政府や日本人らは中共への反撃を考えており、藤田をその中心人物であるとみなすようになった。これを危惧した共産党側は1月5日、竜泉ホテルに藤田を監禁した。1月15日、ホテルを脱出するがその時に怪我を負い、通化事件には関与していない。
2月5日、通化事件の首謀者として八路軍に拘束された。3月10日、市内の百貨店で八路軍主催の2・3事件展示会が開かれ、戦利品の中央に蜂起直前の2月2日に拘束された孫耕暁通化国民党部書記長とともに見せしめとして3日間に渡り立たされた。藤田は痩せてやつれた体に中国服をまとい、風邪をひいているのか始終鼻水を垂らしながら「許してください。自分の不始末によって申し訳ないことをしてしまいました」と謝り続けた。心ある人たちは見るに忍びず、百貨店に背を向けた。
3月15日、獄中で肺炎のため死去。享年45。その遺体は市内の広場で3週間さらされた。

## 年譜
- 1921年（大正10年）7月 - 陸軍士官学校卒業（第33期）
  - 10月26日 - 歩兵少尉任官、歩兵第23連隊附
- 1924年（大正13年）10月30日 - 歩兵中尉
- 1927年（昭和2年）2月13日 - 士官学校予科生徒隊附[5]
- 1930年（昭和5年）8月 - 歩兵大尉
  - 11月 - 陸軍大学校卒業（第42期）
- 1932年（昭和7年）4月11日 - 台湾軍幕僚附[6]
- 1936年（昭和11年）- 8月 歩兵少佐
- 1937年（昭和12年）7月27日 - 独立軽装甲車第2中隊長
- 1938年（昭和13年） - 千葉陸軍戦車学校教官
- 1939年（昭和14年）3月 - 歩兵中佐
- 1940年（昭和15年）12月 - 内閣情報局第1部第3課長
- 1942年（昭和17年）6月26日 - 戦車第1連隊長
  - 8月 - 陸軍大佐
- 1945年（昭和20年）1月16日 - 第125師団参謀長
- 1946年（昭和21年）2月5日 - 通化事件の首謀者として中共軍に拘束
  - 3月 獄中で死去